# Genesis (Diaura-album)
A Genesis című lemez a Diaura nevű japán visual kei együttes első stúdióalbuma, mely 2012. március 21-én jelent meg az Ains kiadásában. Az Imperial Core című dal 2011. november 14-én jelent meg kislemezként. Az albumhoz ajándékba adott DVD-n a Terrors videoklipje található. 2012. december 19-én újra kiadták, egy extra dallal.

## Fogadtatás
John D. Buchanan az AllMusictól az egyik legjobb visual kei-debütálásnak nevezte az albumot, mellyel a Diaura megalapozta a helyét a műfajban. Pozitívan értékelte yo-ka „gazdag” énekhangját, és hogy az együttes felhasználta ugyan a heavy metal színpadiasságára jellemző jegyeket, ugyanakkor dallamos lett a zenéjük, a gitárszólók pedig nem a gitáros technikai tudását hivatottak kiemelni, hanem a dal szerkezetébe illeszkednek. Apró kritikaként megemlítette, hogy néhány dalban a verzék „odavetettek, zakatolósak”, a feltehetően kis költségvetés miatt pedig a dobok és a gitár laposnak hangzanak.

## Számlista
Az összes dalszöveg szerzője yo-ka. 
| 1.  | a genesis of the end (SE)                                   | Kei    | 2:00 |
| 2.  | TERRORS                                                     | Kei    | 4:25 |
| 3.  | Imperial Core                                               | Kei    | 3:51 |
| 4.  | Futacu no kizuato (二つの傷跡; Hepburn: Futatsu no kizuato) | yo-ka  | 4:06 |
| 5.  | DEAR RULER                                                  | yo-ka  | 3:52 |
| 6.  | Kinsiroku ( 禁示録; Hepburn: Kinshiroku)                    | Kei    | 3:57 |
| 7.  | Anazagate (アナザゲイト)                                    | Kei    | 4:59 |
| 8.  | Zangecu no akari (残月の灯; Hepburn: Zangetsu no akari)     | Kei    | 5:06 |
| 9.  | Lost November                                               | yo-ka  | 5:45 |
| 10. | an Insanity (Re-recording Ver.)                             | DIAURA | 3:42 |
| 11. | EVER                                                        | Kei    | 3:52 |
| 12. | Daraku to ame (堕落と雨) (csak a 2. kiadáson)               | yo-ka  | 3:09 |

| 1. | TERRORS (videoklip) |  |